# Stagflation

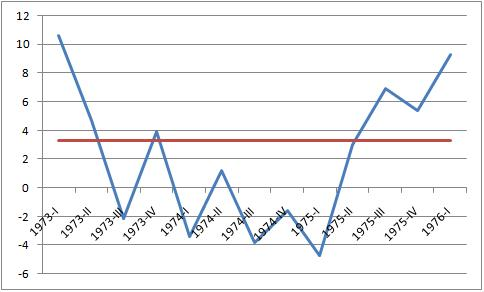
Un graphique de la récession aux États-Unis de 1973 à 1975 représente visuellement l' de cette période.

La stagflation est la situation d'une économie qui souffre simultanément d’une croissance économique faible ou nulle et d'une forte inflation (c’est-à-dire une croissance rapide des prix). Cette situation est souvent accompagnée d'un taux de chômage élevé, contredisant ainsi les conclusions du keynésianisme et de son carré magique de Kaldor.

## Origine
Le mot-valise, contraction de « stagnation » et d’« inflation »  , a été employé en premier par l'homme politique britannique et futur Chancelier de l'Échiquier Iain Macleod en novembre 1965 pour décrire la situation économique du Royaume-Uni, à une époque où tous les autres pays développés à économie de marché connaissaient une forte croissance (période des « Trente Glorieuses »). Au cours des années 1970, et surtout avec le premier choc pétrolier en 1973, la stagflation s'est banalisée.

## Concept
La stagflation désigne une situation économique où une inflation élevée, c'est-à-dire une hausse généralisée du niveau des prix, coexiste avec une stagnation de la croissance économique ; le terme est parfois confondu, à tort, avec la déclinflation (slumpflation), situation où l'inflation coexiste avec une chute du PIB).

## Postérité
La stagflation a considérablement dégradé l'image du keynésianisme auprès des dirigeants économiques. Cette école de pensée prévoyait en effet un arbitrage entre inflation et chômage, de telle sorte qu'une augmentation de l'un provoquait une baisse de l'autre (principe de la courbe de Phillips). Face à une situation de chômage, une stimulation de l'activité économique par des politiques de relance étaient préconisées ; or, face à une situation de stagflation, ces politiques ne fonctionnaient plus.
La stagflation a ainsi laissé le champ libre aux préceptes du monétarisme (Milton Friedman, école de Chicago…) et de l'ordolibéralisme, qui, eux, visaient une baisse de l'inflation. Les politiques de la demande ont été remplacées par les politiques de l'offre, et les politiques expansionnistes à des politiques de rigueur, mettant un terme à la forte inflation. Ces politiques n'ont toutefois pas toujours permis une sortie du marasme économique.

## Débats et critiques

### Théorie de l'accumulation différentielle
Jonathan Nitzan et Shimshon Bichler ont créé une théorie dite de l'accumulation différentielle. La stagflation serait une stratégie mise en place par les entreprises. Le système économique varierait entre deux phases : lors de la première, les entreprises multiplient les Fusions-acquisitions pour grossir ; lors de la deuxième, les gouvernements limitent ces mouvements dans le cadre de luttes anti-monopoles, alors les entreprises utilisent la stagflation pour augmenter leurs profits. Les entreprises dominantes, en situation de quasi-monopole, peuvent en effet augmenter leurs prix plus vite que les compétiteurs.

### Stagflation par la demande
La stagflation par la demande est une théorie selon laquelle la stagflation est la conséquence de chocs monétaires qui ne sont pas accompagnés de chocs d'offre ou de chocs de croissance potentielle négatifs. La stagflation par la demande est due à la stimulation de l'inflation par la banque centrale. Cette théorie a été proposée par Eduardo Loyo.